# Atsuma
Atsuma (厚真町?) è una cittadina giapponese della prefettura di Hokkaidō. È stato il centro più colpito dal terremoto di Hokkaidō del 2018, durante il quale ad Atsuma morirono 36 delle 41 vittime totali del sisma.